# Панькова Зоя Олександрівна
Зоя Олександрівна Панькова (1928 — ?) — радянська працівниця сільського господарства, доярка Кособановської молочно-товарної ферми колгоспу імені Леніна Кунгурського району Пермської області, Герой Соціалістичної Праці (1973).

## Біографія
Народилася в 1928 році в Кунгурському районі Пермської області.
З ранніх років працювала в рільничій бригаді, потім — на різних роботах у тваринництві. З 1962 року Зоя Олександрівна працювала дояркою на Кособановській молочно-товарній фермі колгоспу імені Леніна Кунгурського району. Навчалася у старших подруг по роботі, займалася в колгоспній школі тваринників. За наступні десять років Панькова стала майстром своєї справи. У 1971 році доярка отримала по 3812 кг молока від кожної фуражної корови, наступний рік — по 4180 кг, а в 1973 році — майже чотири з половиною тонни молока.
З 1976 року і до виходу на пенсію З. О. Панькова завідувала фермою. Проживала у селі Кособаново Кунгурського району Пермського краю. Померла.
В МБУ «Кунгурській міський архів» є документи, що відносяться до Зої Олександрівні Панькової.

## Нагороди
- Указом Президії Верховної Ради СРСР від 6 вересня 1973 року Паньковій Зої Олександрівні присвоєно звання Героя Соціалістичної Праці з врученням ордена Леніна і золотої медалі «Серп і Молот».[3]
- Також нагороджена орденом Трудового Червоного Прапора і медалями, в числі яких бронзова медаль ВДНГ СРСР (1971).